# Hieracium lindebergii
Hieracium lindebergii es una especie de planta con flor del género Hieracium, de la familia Asteraceae, orden Asterales.

## Distribución
Hieracium lindebergii se distribuye por Noruega, Suecia y Finlandia.

## Taxonomía
Fue descrita científicamente por (Nym.) Dahlst.